# Нортгемптон Таун
«Нортгемптон Таун» (англ. Northampton Town Football Club) — англійський футбольний клуб з Нортгемптона, графство Нортгемптоншир.

## Історія
Заснований 1897 року. У клубі розпочинав тренерський шлях Герберт Чепмен, під керівництвом якого була здобута перемога у Південній футбольній лізі 1908-09. Перед Першою світовою війною за команду виступав Волтер Талл, перший польовий темношкірий гравець в англійському футболі.

## Досягнення
- Переможець Третього дивізіону: 1962–63
- Переможець Четвертого дивізіону: 1986–87
- Переможець Південної ліги[en]: 1908–09